# إيفان لوبيز
إيفان لوبيز (بالإسبانية: Iván López Álvarez) (29 يونيو 1994 مدريد إسبانيا - ) هو لاعب كرة قدم إسباني يلعب كمهاجم.

## روابط خارجية
- إيفان لوبيز على موقع قاعدة بيانات كرة القدم.إي يو (الإنجليزية)
- إيفان لوبيز على موقع Soccerway.com (الإنجليزية)
- إيفان لوبيز على موقع AS.com (الإسبانية)